# Banco Hipotecario de España
El Banco Hipotecario de España (BHE) fue una entidad bancaria española que existió entre 1872 y 1991.

## Historia
Creado mediante la ley de 2 de diciembre de 1872, inicialmente tuvo un capital de 50 millones de pesetas de la época. La concesión del mismo se entregó inicialmente al Banco de París y de los Países Bajos. Con el paso de los años la entidad adquirió una mayor importancia dentro del ámbito bancario español. Para 1920 el Banco Hipotecario representaba el 24% de todos los créditos de la banca privada española. En la década de 1960, con la nacionalización de las entidades de crédito, el Banco Hipotecario fue nacionalizado y con posterioridad pasaría a formar parte del Instituto de Crédito Oficial (ICO). En 1982 el BHE absorbió al Banco de Crédito a la Construcción. Desapareció en 1991, tras su integración junto a otros bancos públicos en la corporación Argentaria.

## Presidentes
- Antonio Goicoechea (1936-1945)